# Брандер, Ида
Ида Мария Шарлотта Брандер (швед. Ida Maria Charlotta Brander; 5 октября 1857[…], Стокгольм — 17 мая 1931, Кауниайнен, Уусимаа) — шведская и финская актриса театра и немого кино.

## Биография
Ида фон Рейс родилась в еврейской семье в Стокгольме в 1857 г.
С 1865 по 1872 гг. она училась танцу в Королевском балете Швеции, в 1872 г. поступила в Dramatens elevskola при Королевском драматическом театре. 11 апреля 1874 г. состоялся её дебют в роли инженю в пьесе Engelsmän i Indien, после чего она играла Анаис в Debutanten och hennes far в мае того же года. Она заключила контракт с Драматическим театром и осенью 1876 г. исполнила ведущую роль в опере Den Stumma и партию Лейлы в комедии Sullivan.
Ида работала в Драматическом театре до 1877 г., затем в поисках своего развития и более серьёзных ролей по рекомендации писателя Густава Фредриксона она перешла в Шведский театр в Гельсингфорсе. Уже в первый год своей работы в Шведском театре Ида привлекла к себе внимание зрителей своими ролями Анны Ивановны в Familjen Danicheff Петра Невского и Йордис в Kämparne på Helgoland Генрика Ибсена. В сезоне 1878—1879 гг. Ида работала в Nya teatern. Её расчёты на то, что ей дадут серьёзные роли, не оправдались, и Ида вернулась в Гельсингфорс и работала там до 1907 г. В 1885 г. Ида вышла замуж за актёра Эрнста Брандера, работавшего в том же Шведском театре, и взяла его фамилию. Однако в 1894 г. Ида овдовела. В 1907—1910 гг. Ида работала в стокгольмском Svenska teatern, в 1910—1916 гг. — в Шведском театре Гельсингфорса. После перерыва в работе она с 1922 г. продолжила выступать в Хельсинки до самого ухода на пенсию.
Ида Брандер была актрисой с многогранным талантом, но особенно успешно исполняла трагические роли, которые благосклонно воспринимались зрителями и театральными критиками: это Регина фон Эммеритц по Топелиусу, Сюльви Минны Кант, Магда в Ära Зудермана, а также главные роли в «Леонарде» Бьёрнсона и «Марии Стюарт». Критиками отмечалось, что Ида легко переключается и на другие роли — с тем же успехом она играла во французских бульварных драмах, классических произведениях Шекспира, драмах Ибсена. Ею восхищались за красивый и выразительный голос с чёткой дикцией. Своими ролями в драмах Ибсена она способствовала популяризации норвежского драматурга в Финляндии и России, где Ида выступала в качестве приглашённой актрисы.
В 1920-х гг. Ида Брандер снялась в нескольких немых фильмах в Финляндии и Швеции.
70-летний юбилей Иды Брандер отмечала выступлением в Шведском театре Хельсинки в роли мудрой герцогини в пьесе Sällskap där man har tråkigt Пайерона. В 1931 г. Ида оставила театр, получила место в приюте для престарелых актёров Höstsol в Швеции и умерла в том же году.

## Фильмография
- Rakkauden kaikkivalta (1922)
- Rautakylän vanha parooni (1923)
- Ingmarsarvet (1925)
- Till Österland (1926)